# Cancoillotte
Cancoillotte är en fransk ljusgul, krämig ost med konsistens som flytande honung. Den görs av osten Metton vars användning nästan uteslutande är som ingrediens till Cancoillotte. Metton görs av skummjölk från ko. Skummjölken får koagulera för att sedan skärs fint, värmas till 60°C, pressas, stöts och mogna några dagar. Sedan tillverkas Cancoilotte genom att smälta Metton över låg värme med lite mjölk eller vatten och smör samt salt.
Osten säljs i burkar på vanligen 200 gram och kan vara smaksatt med vin, vitlök eller smör.
Cancoillotte kan ätas och användas som yoghurt: Kall till frukost eller mellanmål, som den är, tillsammans med sylt eller med grönsaker till kötträtter. Den äts också varm och på bröd.